# Alfredo Morea
Alfredo Morea (Cerreto d'Esi, 31 ottobre 1897 – Fabriano, 1976) è stato un avvocato, militare e politico italiano, giornalista del Partito Repubblicano Italiano, poi con Randolfo Pacciardi nel movimento per la Nuova repubblica (1964).

## Biografia
Interventista di idee repubblicane, allo scoppio della prima guerra mondiale si arruola volontario, nel 1º reggimento granatieri; è prima sottotenente e poi tenente e comanda il reparto degli arditi reggimentali. È più volte ferito e si guadagna due medaglie d'argento al valor militare. Dopo la guerra partecipa all'impresa di Fiume.
Massone, nel primo dopoguerra si iscrive all'Associazione nazionale arditi di Mario Carli ed assume posizione contro il fascismo. Nel 1923 è inviato in Marocco da La Voce repubblicana. Nell'aprile 1924 è il più giovane deputato eletto nella lista del partito repubblicano, nel collegio di Ancona. 
Dopo il delitto Matteotti partecipa alla Secessione aventiniana ed è nominato segretario del Comitato delle Opposizioni. L'anno dopo, accusato di aver partecipato all'organizzazione dell'attentato di Tito Zaniboni a Mussolini, viene arrestato e condannato al confino a Lipari dove frequenta Carlo Rosselli e Domizio Torrigiani, gran maestro della massoneria italiana. 
Nel 1935 si arruola volontario per la Guerra di Etiopia come capitano nei battaglioni coloniali ed è decorato di medaglia di bronzo al valor militare e di due croci di guerra al valor militare. Mobilitato durante la seconda guerra mondiale in Africa Orientale merita un'altra medaglia d'argento ed una croce di guerra e dopo i combattimenti di Keren è prigioniero dagli inglesi ed internato a Yol in India.
Nel 1964 firma con Randolfo Pacciardi, Raffaele Cadorna, Mario Vinciguerra, Ivan Matteo Lombardo, Tomaso Smith ed altri il manifesto dell'Unione democratica per la Nuova repubblica, per la revisione della Costituzione in senso presidenzialista.
Muore nel 1976.